# Graffenrieda robusta
Graffenrieda robusta es una especie de planta con flor en la familia de las Melastomataceae. 
Es endémica de Perú. 

## Fuente
- World Conservation Monitoring Centre 1998. Graffenrieda robusta. 2006 IUCN Lista Roja de Especies Amenazadas; bajado 21 de agosto de 2007

- Datos: Q5227250